# Рёнтген, Юлиус (младший)
Юлиус Рёнтген-младший (нем. Julius Röntgen jr.; 20 мая 1881, Амстердам — 23 января 1951, Хертогенбос) — нидерландский скрипач немецкого происхождения. Сын Юлиуса Рёнтгена, внук Энгельберта Рёнтгена.
Получил первые уроки музыки у своей матери, скрипачки и композитора Аманды Майер. Затем занимался в Амстердаме у Йозефа Крамера и в Лейпциге у Ханса Зитта, а после перерыва на военную службу в 1900—1904 гг. завершил своё профессиональное образование в Берлинской высшей школе музыки под руководством Йозефа Иоахима.
В 1904—1907 гг. играл первую скрипку в городских оркестрах Дуйсбурга и Дюссельдорфа. Затем по приглашению Франца Кнайзеля в 1907—1912 гг. играл вторую скрипку в Квартете Кнайзеля — ведущем камерном ансамбле США. Одновременно преподавал в Институте музыкального искусства в Нью-Йорке.
Вернувшись в Нидерланды, в большей степени посвятил себя преподавательской работе, сперва в Роттердаме, а в 1918—1945 гг. в Амстердамской консерватории. В то же время продолжал концертировать как ансамблист: в составе Голландского струнного квартета под руководством Хермана Лейденсдорфа, фортепианного Амстердамского трио с Антоном Верхеем и Исааком Мосселом и семейного фортепианного трио Рёнтгенов с участием отца Юлиуса-старшего и брата-виолончелиста Энгельберта-младшего (1886—1958).